# Marion Fayolle
Pour les articles homonymes, voir Fayolle.
Marion Fayolle, née le 4 mai 1988 à Saint-Sauveur-de-Montagut (Ardèche), est une dessinatrice de presse, illustratrice, autrice de bande dessinée et romancière française.

## Biographie
Originaire de l'Ardèche, Marion Fayolle obtient un bac en spécialité « Art plastique » à Valence avant d'intégrer en 2006 l’École supérieure des arts décoratifs de Strasbourg dont elle sort diplômée en 2011, au sein de la section « Illustration ».

## Publications
Marion Fayolle collabore avec de grands titres de presse internationaux, tels que Le Monde Magazine, XXI, Télérama, Le 1, The New Yorker ou encore The New York Times,,.
En 2009, elle crée la revue Nyctalope avec Simon Roussin et Matthias Malingrëy.
En 2011, elle publie son projet d'étude, L'homme en pièces, un recueil d'histoires sans paroles, des scènes aux ambiances décalées et poétiques. En 2013, elle raconte, dans La Tendresse des pierres, la maladie et la mort de son père. En 2014, avec Les Coquins, elle aborde « les rapports entre hommes et femmes à travers des jeux d’associations et des métamorphoses tantôt gourmandes, tantôt sportives, sinon animales »,. En 2018, elle édite une comédie musicale sous forme de bande dessinée Les Amours suspendues, où elle aborde la question de la fidélité dans le couple,,. En 2020, son livre Les Petits questionne la parentalité.
En 2022, en collaboration avec le comédien Louis Zampa, elle adapte son univers à la scène : Des gens dans les gens est présenté pour la première fois en 2022 à la Maison de la Poésie, à Paris.
En 2024, Marion Fayolle publie son premier roman Du même bois (Gallimard).

## Reconnaissance
Marion Fayolle est trois fois lauréate du concours « Jeunes talents » lors du Festival international de la bande dessinée d'Angoulême. En 2014, son quatrième ouvrage La Tendresse des pierres fait partie de la sélection officielle du festival. En 2018, Marion Fayolle est lauréate du prix spécial du jury du Festival d'Angoulême avec Les Amours suspendues,. En 2024, elle fait partie des  cinq finalistes du Prix des Libraires 2024.
En 2024, elle est membre du Grand jury de la 51e édition du Festival d'Angoulême.

## Récompenses
- 2018 : Prix spécial du jury du festival d'Angoulême pour Les Amours suspendues[16]

## Œuvres
- L’Homme en pièces, Paris, Éditions Michel Lagarde, 2011, 64 p. (ISBN 978-2-916421-27-8)
- Nappe comme Neige, Genève/Le Kremlin-Bicêtre, Éditions Notari, 2012, 64 p. (ISBN 978-2-940408-35-1)
- Le Tableau, Paris, Éditions Magnani, 2012, 48 p. (ISBN 978-2-9539817-3-5)[17]
- La Tendresse des pierres, Paris, Éditions Magnani, 2013, 144 p. (ISBN 978-2-9539817-9-7)[18]
- Les Coquins, Paris, Éditions Magnani, 2014, 64 p. (ISBN 979-10-92058-04-8)[19]
- Les Amours suspendues, Paris, Éditions Magnani, 2017, 256 p. (ISBN 978-1-0920-5829-2 et 1-0920-5829-X)
- Les faux Pas, Paris, Éditions Magnani, 2019, 144 p. (ISBN 1092058419)
- Les Petits, Paris, Éditions Magnani, 2020, 96 p. (ISBN 1092058494)
- Postillons, Paris, Éditions Magnani, 2022, 180 p. (ISBN 1092058613)
- La Maison nue, Paris, Éditions Magnani, 2022 - Sélection officielle du Festival d'Angoulême 2023
- Fond perdu, entretien avec Tony Côme, Paris, Éditions Magnani, 2023, 104 p. (ISBN 1092058648)
- Du même bois (roman), Paris, Éditions Gallimard, 2024, 128 p. (ISBN 2073025811)